# زرگران (آلبوم)
زرگران (به انگلیسی: The Smiths) اولین آلبوم گروه آلترنیتیو راک انگلیسی اسمیتز است که در ۲۰ فوریه ۱۹۸۴ به دنیای موسیقی معرفی شد. گروه اسمیتز با این آلبوم که هم‌نام اسم گروه‌شان هم بود، موفق شد به جایگاه دوم جدول موسیقی آلبوم‌های بریتانیا دست پیدا کند و ۳۳ هفته در این جدول باقی بماند. این آلبوم به محبوبیت همزمان مخاطبین عام و خاص دست یافت، اتفاقی که در آلبوم‌های بعد گروه هم تکرار شد. مسیری که در ادامه، آن‌ها را به یکی از گروه‌های برجستهٔ صحنهٔ موسیقی انگلستان در دههٔ ۱۹۸۰ تبدیل کرد.

## فهرست ترانه‌ها
متن همهٔ ترانه‌ها توسط موریسی نوشته و موسیقی همهٔ آنها توسط جانی مار ساخته شده‌است.
| شماره      | نام                             | عنوان اصلی                     | مدت   |
| ---------- | ------------------------------- | ------------------------------ | ----- |
| ۱.         | «چرخیدن به دور چشمه»            | Reel Around the Fountain       | ۰۵:۵۸ |
| ۲.         | «حالا تو از عالم و آدم بی‌نیازی» | You've Got Everything Now      | ۰۳:۵۹ |
| ۳.         | «دروغ مضحک»                     | Miserable Lie                  | ۰۴:۲۹ |
| ۴.         | «دختران زیبا قبرهای خوبی می‌شن»  | Pretty Girls Make Graves       | ۰۳:۴۴ |
| ۵.         | «دستی که گهواره رو تکون می‌ده»   | The Hand That Rocks the Cradle | ۰۴:۳۸ |
| ۶.         | «هنوز مریض»                     | Still Ill                      | ۰۳:۲۳ |
| ۷.         | «نزدیک و همدل»                  | Hand in Glove                  | ۰۳:۲۵ |
| ۸.         | «چه فرقی می‌کنه؟»                | What Difference Does It Make   | ۰۳:۵۱ |
| ۹.         | «من چیزی به تو بدهکار نیستم»    | I Don't Owe You Anything       | ۰۴:۰۵ |
| ۱۰.        | «بچه‌های کوچک، عذاب بکشید!»      | Suffer Little Children         | ۰۵:۲۸ |
| مجموع مدت: | مجموع مدت:                      | مجموع مدت:                     | ۴۵:۳۶ |